# Đỗ Hưng
Đỗ Hưng (杜興) là nhân vật tưởng tượng trong tiểu thuyết Thủy Hử của Thi Nại Am. Ông được xếp hạng 89 trong số 108 vị anh hùng Lương Sơn Bạc, và đứng thứ 53 trong số 72 địa sát. Vì có vết sẹo lớn trên mặt, ông có biệt hiệu Quỷ Kiểm Nhi.
ông là phó tướng dưới trướng Lý Ứng
Gia Nhập Lương Sơn :

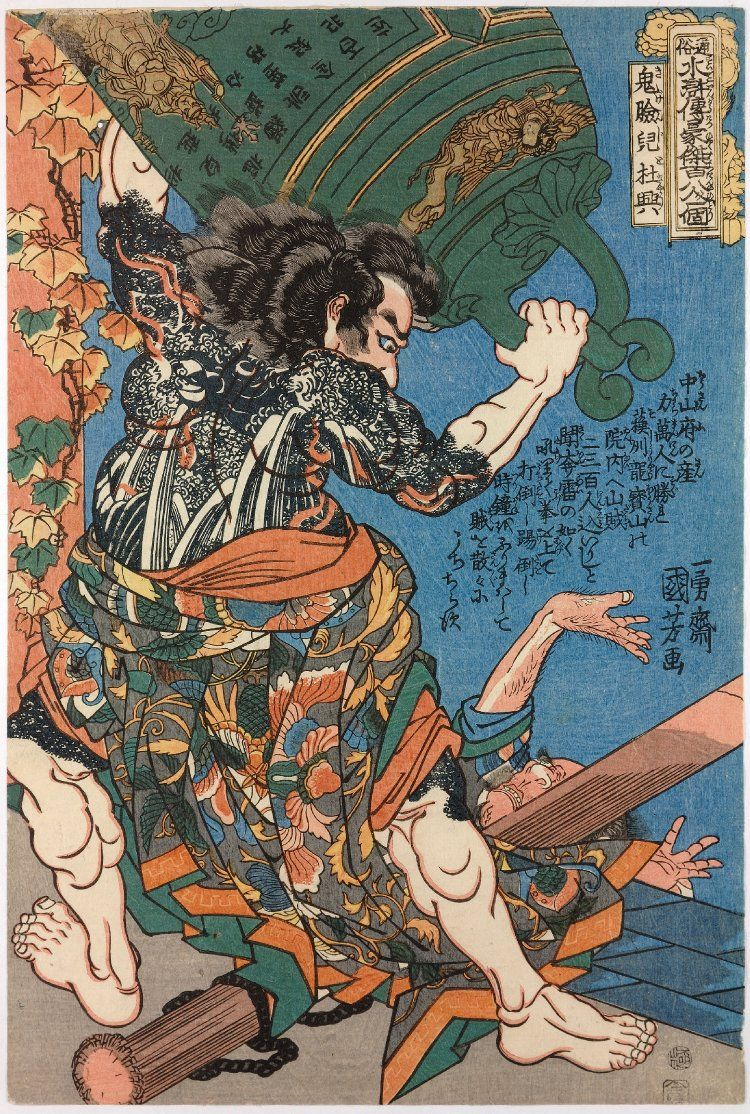
Đỗ Hưng cởi trần nâng chuông diệt thù.

Sau khi quân Lương Sơn đánh bại 2 nhà Chúc - Hổ muốn mời Lý Ứng lên nhập bọn. Quân sư Ngô Dụng cho một số đầu lĩnh giả làm quan quân đến tróc nã nhà Lý Ứng. Trên đường, Tống Giang cùng một số Đầu lĩnh khác chặn đường đánh cướp, đưa Lý Ứng và Đỗ Hưng lên Lương Sơn. Khi mọi sự đã rồi, Lý Ứng cùng Đỗ Hưng đành phải nhập hội.

## Trong Đãng Khấu Chí
Tại hồi 40, quân Viên Tý nhờ Ngụy Phụ Lương và Chân Đại Nghĩa làm nội gián, bày liên hoàn kế lấy được Duyễn Châu. Sau đó cho quân đánh vào trấn Dương Quan, Đỗ Hưng Nhạc Hòa từ chỗ hẻm nhảy ra cửa quan chạy trốn. Không ngờ Nhạc Hòa bị Vương Thiên Bá đánh chết. Đõ Hưng bị Phạm Thành Long bắt sống
Đỗ Hưng bị dùng làm đồ tế lễ gia quyến họ Chúc (cùng với Tôn Lập và Thạch Tú). Chúc Vĩnh Thanh (em của Chúc Triều Phụng) căm giận Đỗ Hưng liền vung đao cắt chém lung tung, rồi mổ bụng lấy tim cùng ngũ tạng làm đồ tế.